# Charmes-la-Côte
Charmes-la-Côte település Franciaországban, Meurthe-et-Moselle megyében. Lakosainak száma 321 fő (2022. január 1.). Charmes-la-Côte Choloy-Ménillot, Blénod-lès-Toul, Domgermain, Mont-le-Vignoble, Toul és Rigny-Saint-Martin községekkel határos.

## Népesség
A település népességének változása:
| Lakosok száma | 231  | 253  | 281  | 309  | 341  | 342  | 335  | 328  | 328  | 321  |
|               | 1968 | 1982 | 1990 | 2006 | 2013 | 2015 | 2017 | 2019 | 2020 | 2022 |